# 다메 은도예
다메 은도예(프랑스어: Dame N'Doye, 1985년 2월 21일 ~ )는 스트라이커로 활약하고 있는 세네갈의 축구 선수이다.
세네갈의 구단 장느 드아르에서 커리어를 시작한 은도예는 2006년 카타르 스타스 리그에 소속되어 있는 팀인 알사드 SC와 계약하였다. 이후 2006년 여름 아카데미카로 이적하면서 유럽 생활을 시작했고, 2007년부터 2009년까지는 수페르리가 엘라다 소속팀인 파나티나이코스와 크레타에서 활약했다.
2009년 1월 12일, 은도예는 덴마크 수페르리가의 구단 코펜하겐과 계약한다. 이후 2010-11 시즌과 2011-12 시즌 리그에서 각각 25골과 18골을 집어넣으며 두시즌 연속 리그 득점왕을 차지한다.
이후 2012년 여름 은도예는 로코모티프 모스크바로 이적한다. 이후 두 시즌 반 동안 주축 선수로 활약한 은도예는 2015년 2월 2일 겨울 이적 시장 마감일에 헐 시티로 이적하였다. 5일 뒤 맨체스터 시티 FC와의 경기에서 76분 가스톤 라미레스와 교체되면서 프리미어리그에 데뷔하였다.
2015년 8월 10일, 은도예는 헐 시티로 이적한지 반시즌 만에 2200만 파운드의 이적료로 트라브존스포르로 이적한다. 2016년 1월에는 선덜랜드에 시즌 종료까지 임대되면서 잉글랜드에 복귀하기도 했다.

## 사생활
은도예의 형 우스만 역시 세네갈 축구 국가대표팀에서 활약했던 축구 선수였으며, 아카데미카 시절 같이 활약한 바 있다.